# Paroxyonyx russelli
Paroxyonyx russelli – gatunek chrząszcza z rodziny ryjkowcowatych i podrodziny Ceutorhynchinae.

## Taksonomia
Gatunek ten opisał w 2005 roku Enzo Colonnelli. Holotypem jest samiec, a paratypami 1 samiec i 4 samice. Całość materiału typowego odłowiono w marcu 1999 roku. Nazwa gatunkowa została nadana na cześć Marka I. Russella, który brał udział w odłowie.

## Opis
Ryjkowiec ten osiąga od 2,43 do 2,67 mm długości ciała. Podstawowa barwa ciała rdzawo-czerwona z buławką czułków i wierzchołkiem ryjka nieco przyciemnionymi. Nasada ryjka, głowa, przewężenie wierzchołkowe przedplecza, podstawa pokryw, guzki przedwierzchołkowe, V-kształtny poprzeczny pas na pokrywach, śródpiersie, zapiersie i pierwsze 2 urosternity brązowe. Owłosienie grzbietowe tworzą raczej gęste, przylegające, mlecznobiałe, podłużno-owalne łuseczki. Na każdym międzyrzędzie pokryw ułożone są w 2-3 nieregularne rządki, a na ciemnym pasie zastąpione przez węższe łuseczki koloru złotego. Przedplecze pokryte białymi łuseczkami zastąpionymi złotymi po bokach kanalika grzbietowego. Spodnie owłosienie złożone z raczej gęstych, przylegających, białych, wąsko lancetowatych łuseczek. Ryjek około 1,3 raza dłuższy od przedplecza, cienki, umiarkowanie zakrzywiony, nagi z wyjątkiem najbardziej nasadowej części, raczej matowy na stronie grzbietowej, w nasadowej połowie drobno trójżeberkowany, słabo rozszerzony u wierzchołka. Przedplecze najszersze pośrodku, silnie zwężone ku wierzchołkowi, bardzo słabo dwufaliste u nasady, zaokrąglone po bokach, pozbawione guzków bocznych. Pokrywy 1,06 razy dłuższe niż szerokie, najszersze w nasadowej 1/5. Guzki barkowe wystające, a przedwierzchołkowe słabiej zaznaczone, wyposażone w grupę całkiem silnych tarkopodobnych granulek. Rzędy pokryw głęboki i punktowane, a międzyrzędy nieco tylko szersze i płaskie. Urosternity 1 i 2 samców z dużym, płytkim wgłębieniem, którego brak u samic. Aedeagus szeroko zwężający się ku ściętemu wierzchołkowi.

## Biologia
Rośliną żywicielską tego chrząszcza jest przęśl Ephedra alata.

## Występowanie
Gatunek ten jest endemitem Egiptu, znanym wyłącznie z półwyspu Synaj.